# Гондве, Валидже
Валидже Гондве (англ. Walije Gondwe, 1936, Кайивонанга, Ньясаленд) — малавийская англоязычная писательница. Первая в стране женщина, издавшая книгу.

## Биография
Валидже Гондве родилась в 1936 году в деревне Кайивонанга в Ньясаленде (сейчас Малави) в религиозной христианской семье, была четвёртым из семи детей.

### Учёба
Окончила школу, училась на курсах медсестёр. Шесть лет работала специалистом по сельскому хозяйству в округе Мзимба. Получив стипендию, отправилась заканчивать обучение в Великобритании. Несмотря на то что стипендия из-за политических сложностей стала недействительной, осталась в Англии, получила юридическое образование.

### Литературная деятельность
Начала писать в Англии. Книга «Будут ли цвести африканские цветы» (Will the African Flowers Bloom) готовилась к печати в 70-х годах, но у издательства Оксфордского университета возникли проблемы, и публикация не состоялась.
Первая книга Гондве «Дилемма любви» (Love’s Dilemma) вышла в 1985 году в лондонском издательстве Macmillan Publishers. Это позволило ей стать первой писательницей в истории Малави. Бестселлером Macmillan Publishers стала книга «Двойные знакомства» (Double Dating). В основном книги Гондве адресованы молодёжи.
В конце 90-х прекратила писать.

### Благотворительность
В 1999 году основала благотворительную организацию Vinjeru Education, которая собирает книги и учебные пособия от благотворителей в Великобритании и распространяет их в Малави.
В 2016 году была удостоена награды Lifetime Achiever от Высшей комиссии Малави в Великобритании, которая вручает награды успешным представителям малавийской диаспоры.
Имеет дочь и сына.